# Witteman-Lewis XNBL-1
Witteman-Lewis XNBL-1 eller Barling XNBL-1 var ett amerikanskt flygplan, som flög första gången 1923. Det var dåtidens största triplan och konstruerades som ett strategiskt nattbombflygplan.
Flygplanet konstruerades av Walter Barling vid Army Air Services Engineering. Tillverkningen av flygplanet lades ut till Witteman-Lewis Aircraft Corporation i Newark i New Jersey. Flygplanet var så stort att flygfätet vid fabriken inte räckte till för provflygningarna, utan planet fick monteras ner och transporteras på lastbilar till Wilbur Wright Field vid Dayton, Ohio där det åter monterades. Under en testflygning från Dayton till Washington, D.C. tvingades man vända, eftersom flygplanet inte klarade att flyga över bergskedjan Appalacherna.
Flygplanet var försett med tre vingpar, där de två undre paren var monterade mot flygplanskroppen, och de översta vingarna förbundna med stag från mellanvingarna. Det var utrustat med sex Liberty-motorer, som drev fyra skjutande och sex dragande propellrar. Landstället hade 10 hjul, varav sex fanns i flygplanets huvudställ och två var monterade i flygplanets nos. Under stjärtpartiet fanns en sporrfjäder som tog upp belastningen om flygplanet landade med för hög nos.
Trots att flygplanet var tänkt som ett långdistansbombplan, hade det bara en tredjedel av kortdistansbombflygplanens räckvidd. Det bestämdes därför att planet inte skulle serietillverkas. Redan under flygproven med XNBL-1 hade Barling påbörjat arbetet med efterföljaren XNBL-2. Emellertid drogs 1925 alla anslag för vidareutveckling in och projektet stoppades. XNBL-1 skrotades 1928 på order av flygvapenchefen, general Henry H. Arnold.
XNBL står för Experimental Night Bomber, Long Range.